# Javi Colomo
Javier Colomo (Mérida, 18 maart 1984) is een golfprofessional uit Cáceres, Spanje. 
Als amateur zat Javi Colomo in het nationale team. Colomo werd in 2004 professional. Hij speelde een paar jaar op de Spaanse Peugeot Tour en begon in 2007 op de Europese Challenge Tour, waar zijn beste resultaat een 43ste plaats op de Order of Merit was. Begin 2012 haalde hij op de Tourschool in Thailand een spelerskaart voor de Aziatische PGA Tour van 2012. Hij behaalde top-5 plaatsen bij de  ISPS Handa Singapore Classic, het Volvik Hildesheim Open en de Worldwide Holdings Selangor Masters in Maleisië.
Op het AfrAsia Bank Mauritius Open sloeg hij op 8 mei 2015 een hole-in-one op een par 4. Dit was de eerste keer dat deze prestatie geleverd werd op de Europese PGA Tour, de Aziatische PGA Tour én de Sunshine Tour.

## Gewonnen
- 2008: Spaans PGA Kampioenschap
- 2011: Grau Final del Peugeot Tour.